# PASSAGE DUPLE
PASSAGE DUPLE（パッセージ・デュプレ）は、無線LANを搭載した「FOMA/無線LANデュアルケータイ」で利用できる企業内モバイルIPセントレックスである。

## 概要
屋外ではFOMA、屋内では内線として利用できる。内線の機能としては、ダイヤルインや、ピックアップ機能、保留転送といった、ビジネスホンの基本的な機能を網羅している。1台のSession Initiation Protocol（SIP）サーバーで複数の拠点の内線の管理ができる。また、端末には内線の機能の他に、プレゼンスの機能を有しており、相手の現在の状況を確認することができる。社内にいるのか、外出しているのか、会議中なのか、などを確認できる。Microsoftのプレゼンス機能であるLive Communications Serverなどとも同期をとることができる。FOMA端末だけでなく、固定のIP電話やソフトフォンとの共用も可能である。初期には各フロアに無線LANの基地局の設置などが必要になるが、レイアウト変更の際の配線工事が不要になることや社員の異動の際など現在利用中の端末をそのままもっていけるため、便利である。
同様なサービスにOFFICEEDといったものがあるが、これはIP通信ではなく、屋内FOMA基地局の通信を利用したものであり、プレゼンス機能や、ピックアップ、保留転送といった機能はない。
NTTドコモの衛星携帯電話サービスのワイドスターと組み合わせたデュプレスターといったものもある。これは衛星携帯電話に小型のSIPサーバーを組み合わせたものである。

## 利用可能な端末
- N-07E
- N-02C
- N-02B
- N-06A
- N906iL
- N902iL
- N900iL
- F1100
- Nokia E61

## SIPサーバーメーカー
発売当初はNEC製のSIPサーバしか対応していなかったが、現在ではNECインフロンティア、富士通、日立、沖電気、アバイア、アイコム他多数のPBXメーカーのSIPサーバを利用できる。

## ビジネスmoperaIPセントレックス
簡易的なシステムを構築したい場合は、SIPサーバーを購入しなくても、NTTドコモがビジネスmoperaIPセントレックスというSIPのASPサービスも行っている。NTTドコモの拠点まで、企業側はBフレッツ等の回線をひくことによって、SIPサーバーなしに企業IP内線システムを構築できる。